# مارك سيمو
مارك سيمو (بالإنجليزية: Mark Simo)‏ هو مهندس أمريكي، ولد في 1 أكتوبر 1959 في كارلسباد في الولايات المتحدة.

## وصلات خارجية
- مارك سيمو على موقع Racing-Reference.info (الإنجليزية)